# 長谷川浩 (記者)
長谷川 浩（はせがわ ひろし、1945年または1946年 - 2001年10月15日）は、日本のジャーナリスト。日本放送協会（NHK）政治部記者、国際部記者、解説委員主幹などを歴任した。 外交・防衛などを担当するＮＨＫ解説委員。2001年の9・11アメリカ同時多発テロ事件について解説した人物。

## 経歴
東京大学法学部卒業。1971年、NHKに記者として入局。NHK大阪放送局、NHK名古屋放送局などの地方局勤務ののち、政治部に配属され、福田赳夫内閣で首相番を務めたほか、外務省や防衛庁を担当した。その後国際部に異動、1991年からバンコク支局長となり、カンボジア内戦を現地から精力的に取材・報告した。1997年より解説委員、1998年から解説主幹となり、主に「あすを読む」「視点・論点」「ラジオ夕刊」などの解説番組を担当した。
2001年9月11日のアメリカ同時多発テロ事件発生後、10月10日放映の「特集・あすを読む“新しい戦争”と世界」で、10月7日の空爆で始まったアフガニスタン紛争 (2001年-2021年) 情勢についての見通しを述べるなど、たびたびテレビに出演し解説した。
10月15日午前11時ごろ、東京都渋谷区のNHK放送センター敷地内で倒れているのが発見された。NHKによると「通報により救急隊が駆けつけたがまもなく死亡した」「上層階からの転落死とみられる」とされた。代々木警察署は「事件性はない」「死因などについて個人のプライバシーの問題で何も申し上げられない」「遺書などはなかった」等と話した。10月17日になって短く新聞報道がされ、「事故か自殺か、なぞが深まっている」と書く社もあった。享年55。通夜は10月17日、葬儀・告別式は10月18日に営まれた。